# Stenella attenuata
El delfín manchado tropical (Stenella attenuata) es una especie de cetáceo odontoceto de la familia Delphinidae. Se encuentran en zonas templadas y tropicales de los mares del mundo. Esta especie se vio amenazada tras la muerte de miles de ejemplares en redes de pesca. Durante la década de 1980 la comunidad internacional presionó para modificar el método de pesca del atún. 

## Descripción

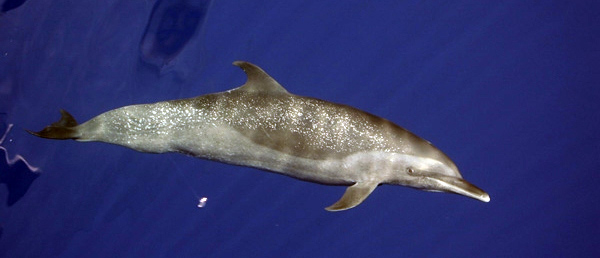
Delfín manchado tropical

El delfín manchado tropical presenta una amplia gama de variación en cuanto a tamaño y coloración. En términos generales tiene un hocico largo y delgado. La parte superior e inferior de las mandíbulas son de color oscuro, separadas por delgadas líneas de color blanco. El mentón, la garganta y el vientre son de color blanco a gris pálido con una cantidad limitada de puntos. Los flancos están separados en tres bandas de color, siendo el más claro en la parte inferior, seguido por una delgada cinta gris en el centro y un gris oscuro atrás. Los adultos miden alrededor de 2,5 m de largo y pesan unos 120 kg. La madurez sexual se alcanza a los 10 años en hembras y 12 años en los machos. La expectativa de vida es aproximadamente 40 años. 

## Población y distribución

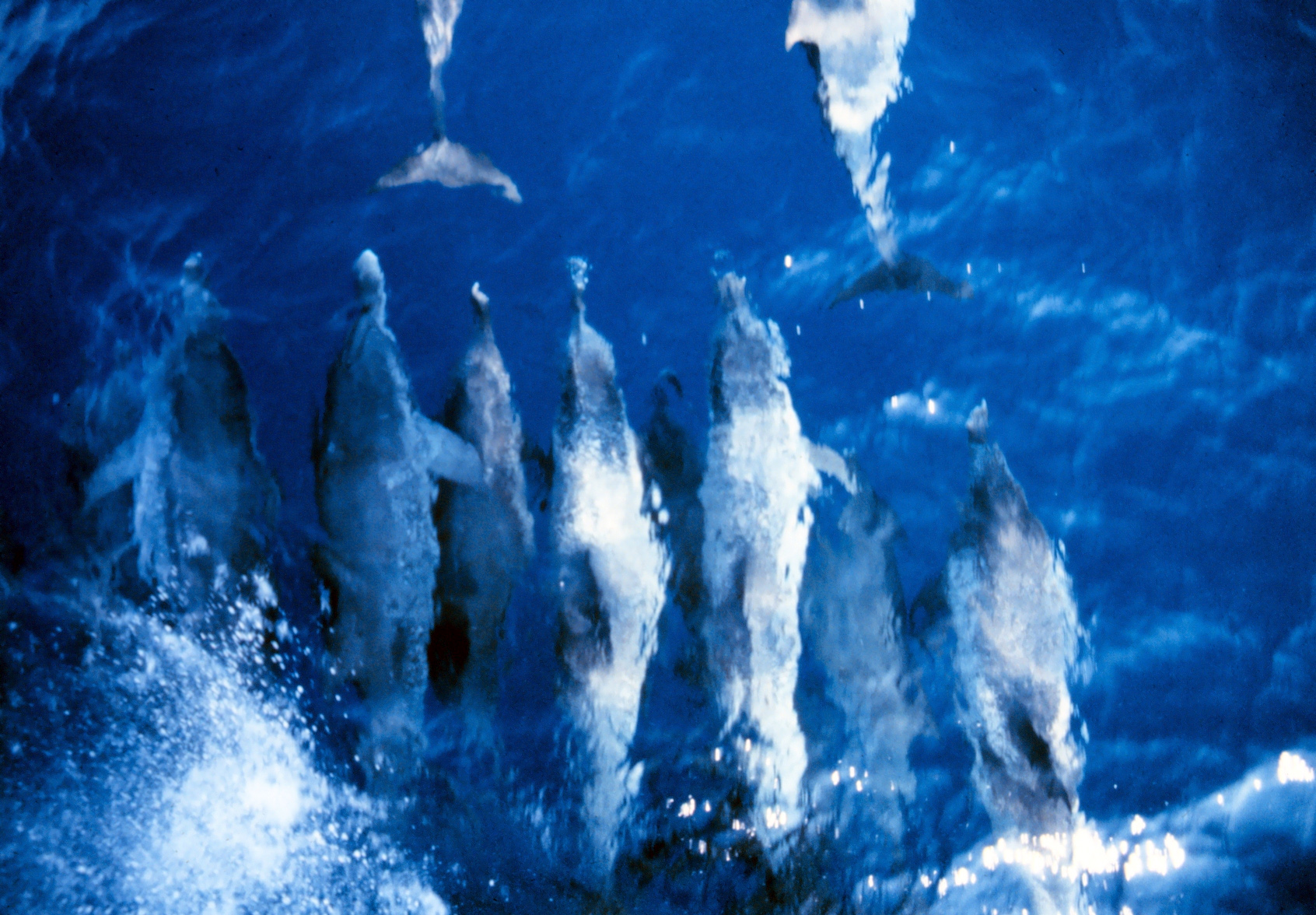
Delfines manchados tropicales nadando en grupo.

Se encuentra en todas las aguas tropicales y subtropicales del mundo. El total de su población estimada es de más de tres millones siendo la segunda especie más abundante de cetáceos, solo después del delfín mular o nariz de botella. Sin embargo, esto representa una disminución de al menos 7 millones desde la década de 1950.

## Subespecies
Se conocen las siguientes subespecies:
- Stenella attenuata attenuata (Gray, 1846)
- Stenella attenuata graffmani (Lönnberg, 1934)